# Агаев, Мамедали Гусейн оглы
Мамедали Гусейн оглы Агаев (азерб. Məmmədəli Hüseyn oğlu Ağayev; род. 3 сентября 1952, Караханбейли, Нахичеванская АССР) — директор Московского академического театра сатиры с 1992 по 2021. Заслуженный работник культуры Российской Федерации (1995). Заслуженный деятель искусств Российской Федерации (2018).

## Биография
В 1974 году окончил Азербайджанский государственный институт искусств в Баку по специальности культпросветработник высшей квалификации.
1975—1979 годы — главный администратор Нахичеванского музыкально-драматического театра.
1979—1981 годы — стажёр-руководитель Московского академического театра сатиры.
1981—1984 годы — главный администратор Московского театра имени Н. В. Гоголя.
1984—1985 годы — главный администратор Московского государственного детского музыкального театра под управлением Н. И. Сац.
С июня 1985 года — главный администратор, заместитель директора, директор-распорядитель Московского академического театра сатиры.
С 1992 года по 2021 год — директор Московского академического театра сатиры. Покинул этот пост по собственному желанию после присоединения Московского драматического театра под руководством Армена Джигарханяна и назначения художественным руководителем объединённого театра Сергея Газарова.

## Награды и звания
- «Заслуженный работник культуры Российской Федерации» (27 января 1995 года) — за заслуги в области культуры и многолетнюю добросовестную работу [3].
- Награждён редакцией газеты «Московский комсомолец» за победу в номинации «Лучший директор» сезона 1999—2000 гг.
- Почётная грамота Правительства Москвы (3 сентября 2002 года) — за большой вклад в организацию театрального дела и в связи с 50-летием со дня рождения[4].
- Медаль ордена «За заслуги перед Отечеством» II степени (5 мая 2003 года) — за многолетнюю плодотворную деятельность в области культуры и искусства[5].
- Орден Дружбы (Россия) (29 декабря 2012 года) — за большой вклад в развитие отечественной культуры и искусства, многолетнюю плодотворную деятельность[6].
- Орден «Дружба» (Азербайджан), (7 сентября 2017 года) — за заслуги в укреплении культурных связей между Российской Федерацией и Азербайджанской Республикой[7].
- «Заслуженный деятель искусств Российской Федерации» (30 мая 2018 года) — за большой вклад в развитие отечественной культуры и искусства, средств массовой информации, многолетнюю плодотворную деятельность[8].
- Почётная грамота Президента Российской Федерации (11 марта 2020 года) — за заслуги в развитии отечественной культуры и многолетнюю плодотворную деятельность[9].